# Vọng Hoa
Vọng Hoa (chữ Hán giản thể: 望花区, âm Hán Việt: Vọng Hoa khu) là một quận của địa cấp thị Phủ Thuận, tỉnh Liêu Ninh, Cộng hòa Nhân dân Trung Hoa. Quận Vọng Hoa có diện tích 214 km², dân số 380.000 người. Mã số bưu chính của Vọng Hoa là 113001. Chính quyền nhân dân quận đóng ở số 3, đường Đan Đông. Quận Vọng Hoa được chia thành 10 nhai đạo biện sự xứ, 1 trấn. 
- Nhai đạo biện sự xứ: Kiến Thiết, Ngũ Lão Truân, Cổ Thành Tử, Diễn Võ, Phác Truân, Quang Minh, Hòa Bình, Công Nông, Điền Truân, Tân Dân.
- Trấn: Tháp Dục.
- Hương:.
- Hương dân tộc Vinh Hưng